# Wólka Podleśna
Wólka Podleśna (do 14 lutego 1968 Wólka pod Lasem) – wieś w Polsce położona w województwie podkarpackim, w powiecie rzeszowskim, w gminie Trzebownisko.
| SIMC    | Nazwa    | Rodzaj    |
| ------- | -------- | --------- |
| 0664757 | Budy     | część wsi |
| 0664763 | Krzaki   | część wsi |
| 0664770 | Morgi    | część wsi |
| 0664786 | Podlesie | część wsi |
| 0664792 | Zagrody  | część wsi |

W latach 1975–1998 miejscowość administracyjnie należała do województwa rzeszowskiego.
Wieś posiada status sołectwa.
Miejscowość jest siedzibą parafii św. Jadwigi Królowej, należącej do dekanatu Rzeszów Północ, diecezji rzeszowskiej.
W centrum wsi znajduje się budynek Zespołu Szkół, stadion klubu LKS Leśna z bieżnią oraz Dom Ludowy, w którym odbywają się zebrania i uroczystości wiejskie. Na terenie wsi działa Ochotnicza Straż Pożarna.
Tradycją wsi są corocznie organizowane przez społeczność wiejską Dni Wólki. Stałym elementem jest również Dzień Seniora, organizowany przez Radę Sołecką.
30 czerwca 1985 roku wieś została odznaczona Krzyżem Partyzanckim.